# Polygnamptia venipunctata
Polygnamptia venipunctata là một loài bướm đêm trong họ Noctuidae.